# 日乃出温泉
日乃出温泉（ひのでおんせん）は、山口県下関市にある温泉。下関市街地では唯一の天然温泉銭湯である。

## 泉質
塩化物泉（ナトリウム - 塩化物冷鉱泉）。入浴用のため加温しているが、施設内に源泉漕がある。

## 歴史
温泉が立地する場所はかつては関門海峡の岩礁であったが、温かい湧き水が湧出し、源平合戦の最中に平家の侍が喉を潤したと伝えられる。大正末期から昭和初期にかけて同地は埋め立てられる。漁業会社の船員たちの福利施設として入浴施設が必要と考えられ、試掘したところ泉源を掘り当て、1953年（昭和28年）に公衆浴場として県知事から認可を受けた。昭和30年代に温泉銭湯として開業し、のちに割烹旅館なども営んだ。1997年（平成9年）にリニューアルオープンし、銭湯のみの営業となっている。

## 周辺環境
付近には下関漁港があり、また、企業の工場や倉庫が集まっている。下関駅方面に向かうと市街地に入り、彦島方面に向かうと平家ゆかりの地が点在する。

## アクセス
- 下関駅西口より彦島方面に約800ｍ（徒歩10分）
- 下関インターチェンジより車で約20分
- 大和町二丁目バス停より徒歩3分